# Panta Rhei (Band)
Panta Rhei war eine Rockband aus der DDR, die von 1971 bis 1975 bestand. Eine gleichnamige Nachfolgeband besteht seit 2016.

## Name
Der Name Panta Rhei ist der Aussage panta rhei (πάντα ῥεῖ, deutsch „alles fließt“) der altgriechischen Philosophie entlehnt.

## Geschichte
Die Gruppe wurde 1971 von Herbert Dreilich, Henning Protzmann und Ulrich „Ed“ Swillms gegründet, die schon in der Ost-Berliner Band Die Alexanders zusammengespielt hatten. Sie fiel durch eine nah am Jazz orientierte Musik mit Bläsersatz und anspruchsvolle, teilweise politische Texte auf. Die meisten dieser Texte schrieb Jazzlyriker Jens Gerlach, einige Texte stammten von Herbert Dreilich. Dreilich, Protzmann und Swillms waren für die Kompositionen zuständig. Panta Rhei war auf den ersten Plätzen der DDR-Hitparaden zu finden. Bekannte Titel der Band sind Free Angela, Alles fließt..., Nachts und Tuyet. Free Angela fordert die Freilassung von Angela Davis aus US-amerikanischer Haft, während Tuyet die US-amerikanischen Bombardierungen im Vietnamkrieg anprangert. 1973 erschien das Album Panta Rhei beim DDR-Plattenlabel Amiga. Im gleichen Jahr spielte die Band die Filmmusik für den Fernsehfilm Den Wolken ein Stück näher ein.
Ende 1973 begann die Sängerin der Band, Veronika Fischer, eine Solokarriere. Die Bläser verließen ebenfalls die Band. Aufgrund konzeptioneller Schwierigkeiten löste sich Panta Rhei 1975 auf, und Dreilich, Protzmann und Swillms gründeten die Gruppe Karat. 1981 erschien bei Amiga unter der Rubrik „Die frühen Jahre“ ein weiteres Album, das drei Stücke von der 1973 erschienenen LP und sechs von 1971 bis 1974 vom Rundfunk der DDR produzierte Stücke enthält.
Seit 2016 spielt Henning Protzmann mit Mathias Hessel (Klavier), Michael Lehrmann (Gitarre), Carsten Gradmann (Schlagzeug), dem Sänger Ben Mayson (bis 2018 mit der tschechischen Sängerin Martina Bárta) und einem Bläsersatz wieder unter dem Namen Panta Rhei. Das Repertoire besteht vor allem aus internationalen und selbst komponierten Jazznummern, ergänzt um einige Titel der alten Panta Rhei und von Karat. Ohne Bläsersatz tritt die Formation als Panta Rhei Jazzcrew auf.

## Diskografie
- 1973: Panta Rhei (LP, Amiga)
- 1974: Stunden/Nacht und Tag (Single, Amiga)
- 1981: Die frühen Jahre – Panta Rhei (LP, Amiga)
- 2001: Das Porträt – Panta Rhei (CD, Buschfunk)
- 2008: Panta Rhei – Das Beste (CD, sechzehnzehn)
- 2018: Leben (LP, Black Pearl Records)
- 2020: Hier wie nebenan – Anthologie (2CD, sechzehnzehn)

## Sonstiges
1974 bis 1982 bestand eine gleichnamige Band in Ungarn.
Seit 1977 besteht eine gleichnamige Band in Geislingen an der Steige.